# Condado de Karnes
O Condado de Karnes é um dos 254 condados do estado norte-americano do Texas. A sede do condado é Karnes City, e sua maior cidade é Karnes City.
O condado possui uma área de 1 952 km² (dos quais 8 km² estão cobertos por água), uma população de 15 446 habitantes, e uma densidade populacional de 8 hab/km² (segundo o censo nacional de 2000).
O condado foi criado em 1854.